# Бичков Олексій Миколайович
Олексі́й Миколайович Бичко́в (нар. 19 жовтня 1985) — український спортсмен-пауерліфтер.

## Спортивні досягнення
- у травні 2014-го в Софії (Болгарія) на Чемпіонаті Європи з пауерліфтингу вперше в своїй кар'єрі виступив у вазі до 120 кг в категорії до 105 кг та здобув золоту медаль,
- 9 травня 2015-го в Німеччині на чемпіонаті Європи-2015 з пауерліфтингу здобув золоту нагороду, вагова категорія 120 кг, з результатом 1067,5 кг, перемігши двох росіян
- учасник Всесвітніх ігор-2017.

## Державні нагороди
- Орден «За заслуги» III ст. (23 серпня 2022) — за значні заслуги у зміцненні української державності, мужність і самовідданість, виявлені у захисті суверенітету та територіальної цілісності України, вагомий особистий внесок у розвиток різних сфер суспільного життя, відстоювання національних інтересів нашої держави, сумлінне виконання професійного обов'язку.[1]